# 에르되시 수
에르되시 수(Erdős number)는 공동연구 네트워크에서 한 사람이 다른 사람과 연결되는 단계를 나타내는 수로 베이컨의 수와 같은 개념으로 헝가리 수학자 에르되시 팔과 몇 단계를 거쳐 연결되어 있는지를 나타내는 수이다.

## 정의

붉은 옷의 여자가 에르되시와도 논문을 같이 썼고, 푸른 옷의 남자와도 같이 썼다 하자. 그럼 푸른 옷의 남자는 에르되시와 두 단계 지나 연결되므로, 에르되시 수는 2가 된다.

에르되시 수는 재귀적으로 다음과 같이 정의된다:
- 에르되시 본인의 에르되시 수는 0이다.
- 에르되시와의 공동 작업자는 에르되시 수가 1이 된다.
- 임의의 수학자 M의 에르되시 수는, M과 함께 논문을 공동 저술한 수학자 가운데 가장 낮은 에르되시 수를 가진 사람보다 하나 많다.

이런 공저자 관계가 없는 사람의 경우 에르되시 수는 정의되지 않거나 무한이 된다.
에르되시는 평생동안 1500여 편에 달하는 논문을 저술했고, 대부분이 공동 저술 논문이다. 그와 함께 논문을 저술한 사람은 509명이며, 이 사람들의 에르되시 수는 정의에 의해 1이다. 에르되시 수가 1인 사람들과 논문을 공동 저술했지만 에르되시 본인과는 공동 저술하지 않은 사람들의 에르되시 수는 2이다. 에르되시 수가 2인 사람들과 공동 저술했지만 에르되시 수 1인 사람들이나 에르되시 본인과 저술하지 않은 사람들은 3을 갖고, 마찬가지로 계속될 수 있다.

## 영향
에르되시는 엄청난 양의 공동연구를 했기 때문에 뛰어난 업적을 남긴 수학자일수록 에르되시 수가 작은 경향이 있다. 그래서 장난처럼 얼마나 뛰어난 수학자인지를 나타내는 척도로 사용하기도 한다. 2000년경에 활동중인 모든 수학자들의 에르되시 수는 최고 15 정도이지만 평균은 5 이하이며 거의 모든 사람이 8 이하의 에르되시 수를 갖는 것으로 알려져 있다. 날이 갈수록 서로 다른 학문간에 공동 연구가 많아짐에 따라 현재 활동중인 모든 과학자들이 수학과 크게 관계없는 분야에서조차 유한한 에르되시 수를 갖게 되었다. 예를 들어 유한한 에르되시 수를 갖는 어떤 통계학자가 임상실험에 관해 어떤 약학자와 공동 논문을 저술했다면 그 약학자 역시 유한한 에르되시 수를 갖게 되고, 그러면 약학계의 많은 사람들이 유한한 에르되시 수를 갖게 될 것이다.
알렉스 로페스-오르티스에 의하면 1986년부터 1994년까지 필즈상과 네반리나상 수상자들의 에르되시 수는 9를 넘지 않는다.
같은 개념을 영화계에 적용한 것으로 '케빈 베이컨의 여섯 단계'라고도 알려진 베이컨 수가 있다. 베이컨 수는 케빈 베이컨과 영화를 같이 찍은 배우들에게 숫자를 매긴다.
2004년 4월 20일 에르되시 수 4인 연구원 빌 토지에는 이베이에 자신과 공동연구를 통해 에르되시 수 5를 가질 수 있는 기회를 경매로 내걸었다. 1,031달러에 낙찰받은 낙찰자는 이미 에르되시 수 3을 갖고 있었다. 그는 “논문은 연구를 통해 스스로 쓰는 것이지 경매를 통해 사고 파는 것이 아니다”라고 말했다.
옛날 수학자들은 현대에 비해 논문을 적게 썼고, 공동 저술은 더욱이 적었기 때문에 유한한 에르되시 수를 갖는 사람이 많지 않다. 유한한 에르되시 수를 갖는 것으로 알려진 가장 오래된 수학자로는 공동 저술의 기준을 어떻게 보느냐에 따라 리하르트 데데킨트(1831년생)와 게오르크 프로베니우스(1849년생)가 있다. 레온하르트 오일러와 같은 그 이전 수학자들은 유한한 에르되시 수를 갖지 않는 것으로 보인다.